# جائزة جولدمان للبيئة
جائزة جولدمان البيئية هي جائزة تُمنح سنويًا للنشطاء البيئيين على مستوى القاعدة الشعبية ، ويتم منح جائزة واحد لكل منطقة من المناطق الجغرافية الست في العالم أفريقيا وآسيا وأوروبا والجزر والدول الجزرية وأمريكا الشمالية وأمريكا الجنوبية والوسطى. تم منح الجائزة من قبل مؤسسة جولدمان البيئية ومقرها في سان فرانسيسكو ، كاليفورنيا. ويسمى أيضًا بجائزة نوبل الخضراء.
تم إنشاء جائزة جولدمان البيئية في عام 1989 من قبل القادة المدنيين وفاعلي الخير ريتشارد إن. جولدمان ورودا إتش. جولدمان. اعتبارًا من عام 2019 ، تبلغ قيمة الجائزة 200000 دولار أمريكي.
يتم اختيار الفائزين من قبل لجنة تحكيم دولية تتلقى ترشيحات سرية من شبكة عالمية من المنظمات والأفراد البيئيين. يشارك الفائزون بالجوائز في جولة مدتها 10 أيام في سان فرانسيسكو وواشنطن العاصمة ، لحضور حفل توزيع الجوائز وتقديم عرض تقديمي ، ومؤتمرات صحفية ، وجلسات إعلامية واجتماعات مع القادة السياسيين والسياسيين والماليين والبيئيين. يتميز حفل توزيع الجوائز بمقاطع فيديو وثائقية قصيرة عن كل فائز ، يرويها روبرت ريدفورد.
أقيم حفل جائزة جولدمان البيئية لعام 2019 للاحتفال بالذكرى الثلاثين في 29 أبريل 2019 في دار الأوبرا وور ميموريال في سان فرانسيسكو. أقيم حفل توزيع الجوائز الثاني في 1 مايو 2019 في واشنطن العاصمة.
وأقيم حفل جائزة جولدمان البيئية لعام 2020 عبر الإنترنت (بسبب جائحة فيروس كورونا) في 30 نوفمبر 2020.

## الفائزين بالجائزة
المصدر: مؤسسة جولدمان البيئية

### 1990
- روبرت براون (أستراليا)
- لويس جيبس (الولايات المتحدة)
- جانيت جيبسون (بليز)
- هاريسون نغاو لينغ (ماليزيا)
- يانوس فارغها (هنغاريا)
- مايكل ويريكي (كينيا)

### 1991
- وانغاري موتا ماتاي (كينيا)
- بارنينز ريجنسكوج (إيها كيرن ورولاند تينسو) (السويد)
- إيفاريستو نوغكواج (بيرو)
- يويتشي كورودا (اليابان)
- صامويل لابود (الولايات المتحدة)
- كاث والاس (نيوزيلندا)

### 1992
- جيتون أنجين (جزر مارشال)
- ميدها باتكار (الهند)
- واجدا اجناكو (ساحل العاج)
- كريستين جان (فرنسا)
- كولين ماكروري (كندا)
- كارلوس ألبرتو ريكاردو (البرازيل)

### 1993
- مارغريت جاكوبسون وغارث أوين سميث (ناميبيا)
- خوان ماير (كولومبيا)
- داي كينغ (الصين)
- جون سنكلير (أستراليا)
- جوان تل (الولايات المتحدة)
- سفياتوسلاف زابلين (روسيا)

### 1994
- ماثيو كون تعال (كندا)
- توينجاي ديتس (تايلاند)
- ليلى اسكندر كامل (مصر)
- لويس ماكاس (إكوادور)
- هيفا شوكينغ (ألمانيا)
- أندرو سيمونز (سانت فنسنت والجرينادينز)

### 1995
- أورورا كاستيلو (الولايات المتحدة)
- يول تشوي (كوريا الجنوبية)
- نوح إيديشونغ (بالاو)
- إيما موست (إنجلترا)
- ريكاردو نافارو (السلفادور)
- كين سارو - ويوا (نيجيريا)

### 1996
- ندياكيرا أموتي (أوغندا)
- بيل بالانتين (نيوزيلندا)
- إدوين بوستيلوس (المكسيك)
- م. ميهتا (الهند)
- مارينا سيلفا (البرازيل)
- ألبينا سيميونوفا (بلغاريا)

### 1997
- نيك كارتر (زامبيا)
- لوير بوتور دينجيت (إندونيسيا)
- الكسندر نيكيتين (روسيا)
- خوان بابلو أوريغو (شيلي)
- فويونو سينيو وبول آلان كوكس (ساموا الغربية)
- تيري سويرينغن (الولايات المتحدة)

### 1998
- آنا جيوردانو (إيطاليا)
- كوري جونسون (الولايات المتحدة)
- بيريتو كواروا (كولومبيا)
- أثيرتون مارتن (كومنولث دومينيكا)
- سفين «بوبي» بيك (جنوب أفريقيا)
- هيروفومي ياماشيتا (اليابان)

### 1999
- جاكي كاتونا وإيفون مارغارولا (أستراليا)
- ميشال كرافسيك (سلوفاكيا)
- برنارد مارتن (كندا)
- صامويل نغيفو (الكاميرون)
- خورخي فاريلا (هندوراس)
- كا هسو وا (ميانمار)

### 2000
- أورال أتانيازوفا (أوزبكستان)
- إلياس دياز بينيا وأوسكار ريفاس (باراغواي)
- فيرا ميشينكو (روسيا)
- رودولفو مونتيل فلوريس (المكسيك)
- الكسندر بيل (ليبيريا)
- نات كوانساه (مدغشقر)

### 2001
- جين أكري وستيف ويلسون (مراسل) (الولايات المتحدة)
- يوسيفا ألومانغ (إندونيسيا)
- جيورجوس كاتسادادوراكيس وميرسيني مالاكو (اليونان)
- أوسكار أوليفيرا (بوليفيا)
- يوجين روتاغاراما (رواندا)
- برونو فان بيتيغيم (كاليدونيا الجديدة)

### 2002
- بيسيت تشارنسوه (تايلاند)
- سارة جيمس وجوناثون سولومون (الولايات المتحدة)
- فاطمة جبريل (الصومال)
- أليكسيس ماسول غونزاليس (بورتوريكو)
- نورما كاسي (كندا)
- جان لا روز (غيانا)
- جادويغا أوباتا (بولندا)

### 2003
- جوليا بوندز (الولايات المتحدة)
- بيدرو أروجو - أغودو (إسبانيا)
- إيلين كامباكوتا براون وإيلين واني وينجفيلد (أستراليا)
- فون هيرنانديز (الفلبين)
- ماريا إيلينا فوروندا فارو (بيرو)
- أوديغا أوديغا (نيجيريا)

### 2004
- رودولف أمينغا - إتيغو (غانا)
- رشيدة بي وتشامبا ديفي شوكلا (الهند)
- ليبيا غروسو (كولومبيا)
- مانانا كوخلادزي (جورجيا)
- ديميتريو دو أمارال دي كارفالو (تيمور الشرقية)
- مارجي ريتشارد (الولايات المتحدة)

### 2005
- إيسيدرو بالدينيغرو لوبيز (المكسيك)
- كايشا أتاخانوفا (كازاخستان)
- جان - بابتيست شافانيس (هايتي)
- ستيفاني دانييل روث (رومانيا)
- كورنيل إيوانغو (الكونغو)
- خوسيه أندريس تامايو كورتيز (هندوراس)

### 2006
- سيلاس كبانان سياكور (ليبيريا) [12]
- يو شياوغانغ (الصين)
- أوليا ميلين (أوكرانيا)
- آن كاجير (بابوا غينيا الجديدة)
- كريج إي ويليامز (الولايات المتحدة)
- تارسيسيو فيتوسا دا سيلفا (البرازيل)

### 2007
- صوفيا رابيليوسكاس (مانيتوبا ، كندا)
- تسيتسجيجين مونخبايار (منغوليا)
- خوليو كوسوريتشي بالاسيوس (بيرو)
- ويلي كوردوف (أيرلندا)
- أوري فيغفوسون (آيسلندا)

### 2008
- بابلو فاجاردو ولويس يانزا (إكوادور)
- خيسوس ليون سانتوس (أواكساكا ، المكسيك)
- روزا هيلدا راموس (بورتوريكو)
- فيليسيانو دوس سانتوس (موزمبيق)
- مارينا ريخفانوفا (روسيا)

### 2009
- ماريا جونوي ، بوب وايت ، فيرجينيا الغربية ، الولايات المتحدة
- مارك أونا ، ليبرفيل ، الغابون
- رضوانة حسن ، دكا ، بنغلاديش
- أولغا سبيرانسكايا ، موسكو ، روسيا
- يويون اسماواتي ، دينباسار ، بالي ، إندونيسيا
- وانزي إدواردز وهوجو جابيني ، سورينام

### 2010
- ثولي بريليانس ماكاما ، سوازيلاند
- ماغورزاتا جورسكا ، بولندا
- هومبرتو ريوس لابرادا ، كوبا
- لين هينينج ، الولايات المتحدة
- راندال أراوز ، كوستاريكا

### 2011
- راؤول دو تويت ، زمبابوي
- ديمتري ليسيتسين ، روسيا
- أورسولا سلاديك ، ألمانيا
- بريجي أريساندي ، إندونيسيا
- هيلتون كيلي ، الولايات المتحدة
- فرانسيسكو بينيدا ، السلفادور

### 2012
- إيكال أنجيلي ، كينيا
- ما جون ، الصين
- يفغينيا شيريكوفا ، روسيا
- إدوين جاريجيز ، الفلبين
- كارولين كانون ، الولايات المتحدة
- صوفيا جاتيكا ، الأرجنتين

### 2013
- عزام علوش ، العراق
- أليتا باون ، إندونيسيا
- جوناثان ديل ، جنوب أفريقيا
- روسانو إركوليني ، إيطاليا
- نوهرا باديلا ، كولومبيا
- كيمبرلي واسرمان ، الولايات المتحدة

### 2014
- ديزموند ديسا ، جنوب إفريقيا
- راميش أغراوال ، الهند
- سورين غازاريان ، روسيا
- رودي بوترا ، إندونيسيا
- هيلين سلوتجي ، الولايات المتحدة
- روث بوينديا ، بيرو

### 2015
- مينت زاو ، ميانمار
- مارلين بابتيست ، كندا
- جين وينر ، هايتي
- فيليس أوميدو ، كينيا
- هوارد وود ، اسكتلندا
- بيرتا كاسيريس ، هندوراس

### 2016
- ماكسيما أكونيا ، بيرو
- زوزانا شابوتوفا ، سلوفاكيا
- لويس خورخي ريفيرا هيريرا ، بورتوريكو
- إدوارد لوري ، تنزانيا
- لينغ أوتش ، كمبوديا
- ديستني واتفورد ، الولايات المتحدة

### 2017
- ويندي بومان ، أستراليا
- رودريغ موغاروكا كاتيمبو ، جمهورية الكونغو الديمقراطية
- لوبيز ، الولايات المتحدة
- أوروس ماكرل ، سلوفينيا
- برافولا سامانتارا ، الهند
- رودريغو توت ، غواتيمالا

### 2018
- ماني كالونزو ، الفلبين
- فرانسيا ماركيز ، كولومبيا
- نجوي ثي خانه ، فيتنام
- لي ان والترز ، الولايات المتحدة
- ماكوما ليكالاكالا وليز مكديد ، جنوب إفريقيا
- كلير نوفيان ، فرنسا

### 2019
- ألفريد براونيل ، ليبيريا
- ألبرتو كوراميل ، تشيلي
- جاكلين إيفانز ، جزر كوك
- ليندا جارسيا ، الولايات المتحدة
- آنا كولوفيتش ليسوسكا ، مقدونيا الشمالية

### 2020
- شيبيز حزقيال ، غانا
- كريستال أمبروز ، جزر البهاما
- ليدي بيتش ، المكسيك
- لوسي بينسون ، فرنسا
- نيمونتي نينكويمو ، الإكوادور
- بول سين توا ، ميانمار